# Westinghouse-Federantrieb

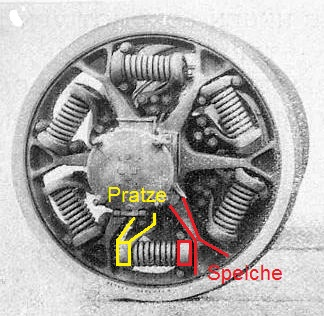
Federkupplung im Westinghouse-Federantrieb, im Gegenuhrzeigersinn auf Druck belastet

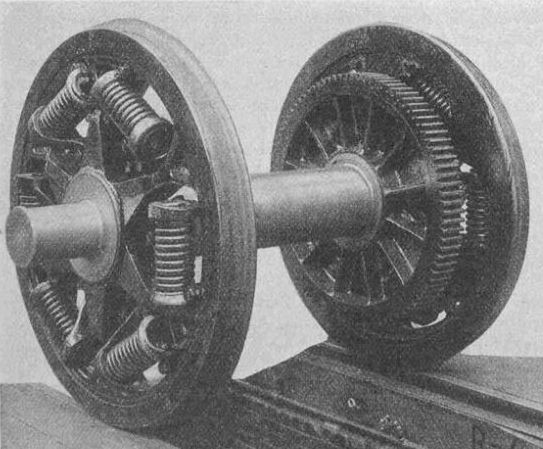
Westinghouse-Federantrieb: Radsatzwelle mit übergestülpter Hohlwelle und Federkupplung in den Laufrädernen

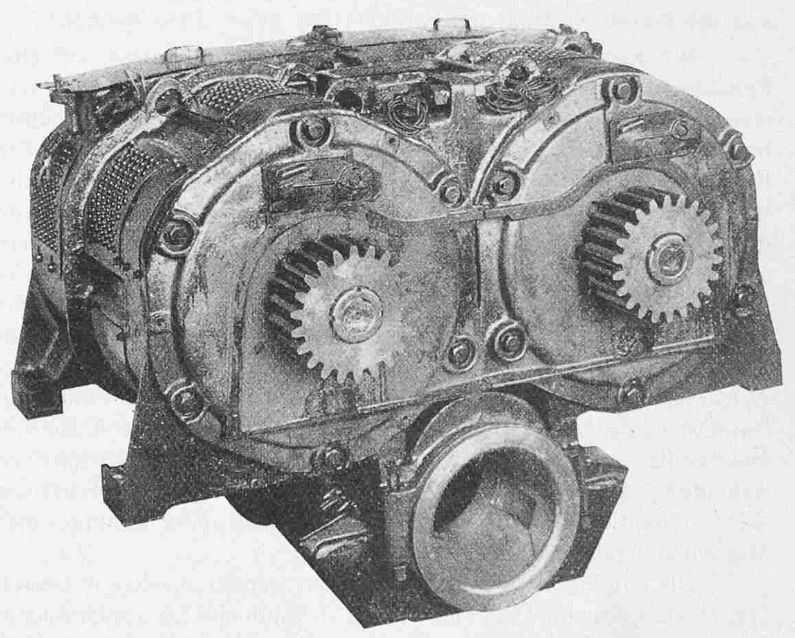
Westinghouse-Gestell-Doppelmotor, unten eines der beiden Gleitlager für die Hohlwelle

Der Westinghouse-Federantrieb (engl. quill drive) ist eine radial- und drehelastische Kraftübertragung (Wellen-Kupplung) zwischen den elektrischen Fahrmotoren und den Treibrädern einer Elektrolokomotive. Die Konstruktion ist nach dem Unternehmen Westinghouse benannt, das diesen Antrieb bis 1912 für die New York, New Haven and Hartford Railroad entwickelte.
Die gesamte Antriebseinheit wurde ab 1922 von Sécheron/Genf in Lizenz gebaut,
und die Federkupplung wurde  nach einiger Zeit weiterentwickelt.
Der Westinghouse-Federantrieb ist eine frühe Variante des  Hohlwellenantriebs und vermutlich die erste, bei der die Quernachgiebigkeit von Schraubenfedern als in einem Hohlwellenantrieb erforderliche  radiale Beweglichkeit angewendet wurde. Die beiden an den Hohlwellenenden angebrachten Federkupplungen ermöglichen das vertikale Federn der Radsatzwelle relativ zur sie umgebenden, im Lokomotivaufbau fest gelagerten Hohlwelle. Die Hohlwelle gehört wie der Fahrmotor und ein eventuelles Getriebe zu den gefederten Massen des Fahrzeugs.
Die axiale Nachgiebigkeit der tangential eingebauten Federn macht den Antrieb drehelastisch, mildert eine ruckweise Drehmomentübertragung, die z. B. beim Anfahren auftreten und zum Durchrutschen (Schleudern) der Räder auf den Schienen führen kann.

## Konstruktion
Die Radsatzwelle wird von der im Fahrzeugaufbau gelagerten Hohlwelle  umschlossen. Auf der Hohlwelle ist das Großrad aufgepresst, das vom Ritzel des Fahrmotors angetrieben wird. Die Hohlwelle ist über  Pratzen und die Schraubenfedern mit den Speichen der Treibräder verbunden. Die Druckkraftübertragung wirkt in allen Federn eines Rades in gleicher Umfangsrichtung. Der Antrieb wirkt nur auf eines der beiden Räder. Bei Fahrtrichtungswechsel und beim elektrodynamischen Bremsen erfolgt die Übertragung über das andere Rad.
Weiterentwicklungen des Westinghouse/Sécheron-Federantriebes:   AEG-Kleinow-Federtopfantrieb u. a.

## Anwendungen
Folgende Loks sind u. a. mit Westinghouse-Federantrieb ausgerüstet:
- B&M Nr. 5000 bis 5006
- PRR GG1 – Antrieb mit zwei Grossrädern auf der Hohlwelle
- SBB Be 4/7   SBB Ae 3/5   SBB Ae 3/6III